# Mahama Awal
Mahama Awal (Yaoundé, 10 giugno 1991) è un calciatore camerunese naturalizzato hongkonghese, centrocampista del Southern District e della nazionale hongkonghese.

## Carriera

### Club
In carriera ha giocato 17 partite nella Coppa dell'AFC, tutte con il South China.

### Nazionale
Nel 2023 ha esordito con la nazionale hongkonghese.